# Championnat de Cuba de baseball 2010-2011
Navigation
2009-2010 2011-2012
Le Championnat de Cuba de baseball 2010-2011 est la 50e édition de la Serie Nacional de Béisbol, compétition rassemblant l'élite des clubs cubains de baseball.  
Le coup d'envoi de la saison est donné le 28 novembre 2010 avec l'affiche Leones de Industriales-Naranjas de Villa Clara.
Les Vegueros de Pinar del Río enlèvent le titre en s'imposant en série finale par quatre victoires contre deux défaites face aux Tigres de Ciego de Ávila.

## Clubs
| \| La Havane: Metropolitanos Vaqueros Industriales Pineros Cocodrilos La Havane Vegueros Elefantes Gallos Tinajones Tigres Lenadores Naranjas Alazanes Indios Sabuesos Avispas \| Localisation des clubs engagés dans le championnat. |
| La Havane: Metropolitanos Vaqueros Industriales Pineros Cocodrilos La Havane Vegueros Elefantes Gallos Tinajones Tigres Lenadores Naranjas Alazanes Indios Sabuesos Avispas                                                           |

| - Zone Ouest - Pineros de la Isla de la Juventud - Cocodrilos de Matanzas - Metropolitanos Guerreros (La Havane) - Vegueros de Pinar del Río - Elefantes de Cienfuegos - Vaqueros de La Havane - Leones de Industriales (La Havane) - Gallos de Sancti Spíritus | - Zone Est - Tinajones de Camagüey - Tigres de Ciego de Ávila - Lenadores de Las Tunas - Naranjas de Villa Clara - Alazanes de Granma - Indios de Guantánamo - Sabuesos de Holguín - Avispas de Santiago de Cuba |

## Saison régulière

### Classements
| Pl. | Équipe              | J  | V  | D      | %    | GB  |
| --- | ------------------- | -- | -- | ------ | ---- | --- |
| 1   | Cienfuegos          | 90 | 59 | 31     | .656 | -   |
| 2   | Pinar del Río       | 89 | 50 | 39     | .562 | 8½  |
| 3   | La Havane           | 90 | 49 | 41     | .544 | 10  |
| 3   | Sancti Spíritus     | 90 | 49 | 41     | .544 | 10  |
| 5   | Industriales        | 90 | 44 | 46     | .489 | 15  |
| 6   | Isla de la Juventud | 90 | 38 | 52     | .422 | 21  |
| 7   | Matanzas            | 90 | 34 | 55 (1) | .378 | 24½ |
| 8   | Metropolitanos      | 90 | 28 | 62     | .311 | 31  |

| Pl. | Équipe           | J  | V  | D      | %    | GB  |
| --- | ---------------- | -- | -- | ------ | ---- | --- |
| 1   | Ciego de Ávila   | 90 | 55 | 35     | .611 | -   |
| 2   | Granma           | 90 | 53 | 37     | .589 | 2   |
| 3   | Guantánamo       | 90 | 51 | 39     | .567 | 4   |
| 4   | Villa Clara      | 90 | 50 | 39 (1) | .556 | 5½  |
| 5   | Santiago de Cuba | 90 | 45 | 45     | .500 | 10  |
| 6   | Las Tunas        | 90 | 43 | 47     | .478 | 12  |
| 7   | Camagüey         | 90 | 41 | 49     | .456 | 14  |
| 8   | Holguín          | 89 | 29 | 50     | .326 | 25½ |

### Statistiques individuelles

#### Au bâton
| Catégorie        | Joueur                                                                           | Stat |
| Moyenne au bâton | José Dariel Abreu (Elefantes de Cienfuegos)                                      | .453 |
| Points produits  | Yoenis Céspedes (Alazanes de Granma)                                             | 89   |
| Coups de circuit | Yoenis Céspedes (Alazanes de Granma) José Dariel Abreu (Elefantes de Cienfuegos) | 33   |
| Buts volés       | Carlos Garcia Barrabi (Alazanes de Granma)                                       | 3    |

#### Lanceurs
| Catégorie                 | Joueur                                                                                | Stat |
| Moyenne de points mérités | Freddy Asiel Álvarez (Naranjas de Villa Clara)                                        | 1.89 |
| Victoires                 | Norberto González (Elefantes de Cienfuegos) Ismel Jimenez (Gallos de Sancti Spíritus) | 13   |
| Retraits sur prises       | Wilber Pérez (Pineros de la Isla de la Juventud)                                      | 97   |
| Sauvetages                | Duniel Ibarra (Elefantes de Cienfuegos)                                               | 27   |

## Séries éliminatoires
|  | Quarts de finale          | Quarts de finale          | Quarts de finale          | Quarts de finale          |                           |                           | Demi-finales | Demi-finales | Demi-finales | Demi-finales |  |  | Finale | Finale | Finale | Finale |
|  |                           |                           |                           |                           |                           |                           |              |              |              |              |  |  |        |        |        |        |
|  |                           |                           |                           |                           |                           |                           |              |              |              |              |  |  |        |        |        |        |
|  |                           |                           |                           |                           |                           |                           |              |              |              |              |  |  |        |        |        |        |
|  | Elefantes de Cienfuegos   | Elefantes de Cienfuegos   | 4                         | 4                         |                           |                           |              |              |              |              |  |  |        |        |        |        |
|  | Elefantes de Cienfuegos   | Elefantes de Cienfuegos   | 4                         | 4                         |                           |                           |              |              |              |              |  |  |        |        |        |        |
|  | Vaqueros de La Havane     | Vaqueros de La Havane     | 1                         | 1                         |                           |                           |              |              |              |              |  |  |        |        |        |        |
|  | Vaqueros de La Havane     | Vaqueros de La Havane     | 1                         | 1                         | Elefantes de Cienfuegos   | Elefantes de Cienfuegos   | 2            | 2            |              |              |  |  |        |        |        |        |
|  |                           |                           |                           |                           | Elefantes de Cienfuegos   | Elefantes de Cienfuegos   | 2            | 2            |              |              |  |  |        |        |        |        |
|  |                           |                           | Vegueros de Pinar del Río | Vegueros de Pinar del Río | 4                         | 4                         |              |              |              |              |  |  |        |        |        |        |
|  | Vegueros de Pinar del Río | Vegueros de Pinar del Río | Vegueros de Pinar del Río | Vegueros de Pinar del Río | 4                         | 4                         | 4            | 4            |              |              |  |  |        |        |        |        |
|  | Vegueros de Pinar del Río | Vegueros de Pinar del Río |                           |                           |                           |                           |              | 4            |              |              |  |  |        |        |        |        |
|  | Gallos de Sancti Spíritus | Gallos de Sancti Spíritus | 2                         | 2                         |                           |                           |              |              |              |              |  |  |        |        |        |        |
|  | Gallos de Sancti Spíritus | Gallos de Sancti Spíritus | 2                         | 2                         | Vegueros de Pinar del Río | Vegueros de Pinar del Río | 4            | 4            |              |              |  |  |        |        |        |        |
|  |                           |                           |                           |                           | Vegueros de Pinar del Río | Vegueros de Pinar del Río | 4            | 4            |              |              |  |  |        |        |        |        |
|  |                           |                           | Tigres de Ciego de Ávila  | Tigres de Ciego de Ávila  | 2                         | 2                         |              |              |              |              |  |  |        |        |        |        |
|  | Tigres de Ciego de Ávila  | Tigres de Ciego de Ávila  | Tigres de Ciego de Ávila  | Tigres de Ciego de Ávila  | 2                         | 2                         | 4            | 4            |              |              |  |  |        |        |        |        |
|  | Tigres de Ciego de Ávila  | Tigres de Ciego de Ávila  |                           |                           |                           |                           |              |              |              |              |  |  |        |        |        |        |
|  | Naranjas de Villa Clara   | Naranjas de Villa Clara   | 3                         | 3                         |                           |                           |              |              |              |              |  |  |        |        |        |        |
|  | Naranjas de Villa Clara   | Naranjas de Villa Clara   | 3                         | 3                         | Tigres de Ciego de Ávila  | Tigres de Ciego de Ávila  | 4            | 4            |              |              |  |  |        |        |        |        |
|  |                           |                           |                           |                           | Tigres de Ciego de Ávila  | Tigres de Ciego de Ávila  | 4            | 4            |              |              |  |  |        |        |        |        |
|  |                           |                           | Alazanes de Granma        | Alazanes de Granma        | 2                         | 2                         |              |              |              |              |  |  |        |        |        |        |
|  | Alazanes de Granma        | Alazanes de Granma        | Alazanes de Granma        | Alazanes de Granma        | 2                         | 2                         | 4            | 4            |              |              |  |  |        |        |        |        |
|  | Alazanes de Granma        | Alazanes de Granma        |                           |                           |                           |                           |              | 4            |              |              |  |  |        |        |        |        |
|  | Indios de Guantánamo      | Indios de Guantánamo      | 3                         | 3                         |                           |                           |              |              |              |              |  |  |        |        |        |        |
|  | Indios de Guantánamo      | Indios de Guantánamo      | 3                         | 3                         |                           |                           |              |              |              |              |  |  |        |        |        |        |
|  |                           |                           |                           |                           |                           |                           |              |              |              |              |  |  |        |        |        |        |

## Série finale
Cinquantième édition de la compétition oblige, cette série bénéficie d'un traitement spécial. Baptisée « La serie de oro » (la série d'or) en référence aux noces d'or, la série est dotée d'un trophée spécifique. 
Vegueros de Pinar del Río retrouve la série finale après dix ans d'attente. Sa dernière participation remonte à l'édition 2001 qui s'est soldée par une défaite des Vegueros. Pinar del Río s'est imposé en 1997 et 1998.
Il s'agit en revanche d'une grande première pour les Tigres de Ciego de Ávila. Longtemps confinés au rôle de club de deuxième importance, les Tigres échouent en demi-finales en 2009 et 2010.
| Match | Date     | Visiteur                  | Hôte                      | Score    | Spectateurs |
| ----- | -------- | ------------------------- | ------------------------- | -------- | ----------- |
| 1     | 23 avril | Vegueros de Pinar del Río | Tigres de Ciego de Ávila  | 3-5      | 16 000      |
| 2     | 24 avril | Vegueros de Pinar del Río | Tigres de Ciego de Ávila  | 4-3      | 13 000      |
| 3     | 27 avril | Tigres de Ciego de Ávila  | Vegueros de Pinar del Río | 4-14 (8) | 9 500       |
| 4     | 28 avril | Tigres de Ciego de Ávila  | Vegueros de Pinar del Río | 4-5      | 9 500       |
| 5     | 29 avril | Tigres de Ciego de Ávila  | Vegueros de Pinar del Río | 3-1      | 9 500       |
| 6     | 2 mai    | Vegueros de Pinar del Río | Tigres de Ciego de Ávila  | 6-1      | 16 000      |